# Donne facili
Donne facili (Les bonnes femmes) è un film del 1960, diretto da Claude Chabrol.

## Trama
Quattro commesse tentano di evadere la routine quotidiana. 
Jane è una mangiatrice di uomini, alla ricerca di forti emozioni. Ginette si esibisce in alcuni tabarin. Rita, invece, punta a trovare un'anima gemella abbiente. Quanto a Jacqueline, è l'unica che spera in un matrimonio felice, senza fronzoli.

## Produzione
Le riprese sono durate circa tre mesi. Il film è stato girato interamente a Parigi. 

## Distribuzione
Uscito nelle sale francesi il 22 agosto del 1960, il lungometraggio è stato, successivamente, esportato in altri paesi europei e perfino negli Stati Uniti d'America. In Italia venne distribuito quattro anni dopo. 

## Accoglienza
Morando Morandini, nel suo dizionario omonimo, recensisce la pellicola positivamente. La considera una tra le migliori del primo periodo del regista, «sgradevole per il pubblico (...) accolta male dalla critica».
La rivista FilmTv giudica Donne facili come una «commedia delicata».
I Cahiers du Cinéma hanno inserito l'opera di Chabrol nella classifica dei film più belli del 1960.

## Influenza culturale
Alcuni espedienti della pellicola hanno ispirato Rainer Werner Fassbinder a realizzare la miniserie Berlin Alexanderplatz.